# 이마무라 나오키
이마무라 나오키(今村直樹, 이마무라 나오키, 1973년 7월 9일 - )는 일본의 남성 성우이다. 아오니 프로덕션 소속. 사이타마현 출신.

## 출연작품

### TV애니메이션
1997년
- 중화일번! (마을사람2, 관객1) ()

1998년
- 성방무협 아웃로스타 (경비병, 니콜라이)
- 닥터 슬럼프 (경찰견 로봇)
- 닌자보이 란타로 (아빠 심부름꾼1, 남1, 손님, 택배기사, 독버섯 닌자)
- 지켜줘 수호월천!（軍南門）
- 유희왕 (대원, 외)
- 로도스도 전기 -영웅기사전- (샤담)

1999년
- 신풍괴도 쟌느 (소매치기범)
- 카드캡터 사쿠라(아베카츠야)
- 김전일 소년의 사건부 (사회자, 프론트 매니저)
- 신팔검전 (미드 지휘관, 엔비, 사쿠)
- 주간 스토리랜드 ()
- 마루코는 아홉살 (1999년 - 2003년 히로아키 아빠 <2대>, 문방구, 이동도서관 아저씨, 경찰)
- 성방천사 엔젤링크스 (리터)
- BLUE GENDER (게닛히)
- ONE PIECE (1999년 - 2010년 해적, 해적3, 마을사람, 글로브 중령, 상금벌이)

2000년
- 아르젠토 소마 (관제원2)
- 승부사 전설 테츠야 (야미이치의 아버지, 남자1)
- 파브르 선생은 명탐정 (경관2, 경관, 남)
- 마슈란보 (신관, 水牛戦士, 마을사람2)

2001년
- 쿄텐인간 파토츠라(쯔치구몬)
- 스크라이드 (범죄자1, 의료진, 고위관료, 부하, 관객, 마을사람, 남자)
- 테일즈 오브 이터니아 (어부2, 민병2, 남2)
- 마법전사 리우이 (무기점 주인)
- 무적왕 트라이제논 (간부2)
- 레이브 (만화)(가게주인, DC)

2002년
- Witch Hunter ROBIN (코르넬리, 기관)
- kanon（제1작） (교사, 의사)
- 건방진 천사 (나가레자카, 카키자와, 불량 외)

2003년
- 출격! 머신로보 레스큐 (소방단원, 다카다 공장장)
- 소닉 X (S팀원、기사장、첩보국장、다나카、킹부브、첩보장관、E102Y)
- 낚시 바보 일지 (미야케 비서과장)
- FIRESTORM (프리게이트함 함장 제스 나레이션 듀발리에 유엔장관)
- 명탐정 코난 (2003년 - 2021년, 형사, 버스 운전사, 시미즈 마사타카, 누마오 신고, 노나카 켄지, 코모토 타카시 외)

2004년
- 에어리어 88 (야마토 항공 중역)
- 음양대전기 (큰불의 무묘)
- 기동전사 건담 SEED DESTINY (타카오 슈라이버, 기지사령)
- 무적코털 보보보 (로봇야마다의 얼굴)
- 유메리아 (검은옷)
- 링에 걸어라1 (오니시마)

2005년
- 엔젤하트 (만화) (2005년 - 2006년, 감시원 A, 측근, 깡패 A, 점장, 청룡부대, 오퍼레이터 A, 교관 A, 부하 A, 야쿠자 C, 교관, 남성 손님, 조직원 A, 샐러리맨, 호위, 기자 A, 죄수, 코디네이터)
- 건X소드 (멤버A, 손님, 경호원, 선원, 스탭, 스탭B, 경비스태프)
- SPEED GRAPHER (데이빗)
- 블랙잭 (2005년 - 2006년, 형사, 신랑, 유도부원, 기장, 불량1, 구명사)
- 모험왕 비트 ()

2006년
- 괴 ~아야카시~ (야마스미큐헤이)
- 코드 기아스 반역의 를루슈(젊은이)
- 링에 걸어라1 일미결전 편（モンスター・ジェイル）

2007년
- 게게게의 키타로 (제5작) (오쿠타마 공동 묘원의 역장, 프로듀서)
- 샤이닝 티어즈 크로스 윈드 (라이히)
- 전뇌 코일(감사관)
- MOONLIGHT MILE 1st시즌 -Lift off-（톰, 작업자2）
- MOONLIGHT MILE 2nd시즌 -Touch down-（이시미쓰 아키라, 톰）

2008년
- 카이바 ()
- 흑총 -KUROZUKA- (조장,점주)
- 고르고13(토니)
- 일하는 키즈 마이햄스터(도랑쥐단 보스)

2009년
- 전장의 발큐리아 (귀족2)

2010년
- SD건담 삼국지 Brave Battle Warriors（黄蓋グフ）
- 배틀 스피리츠 소년격패 단 (항공모함 함장)

2011년
- 신의 인형（쿠미야비 야스유키）

2012년
- 기동전사 건담 AGE (교장)

2014년
- 망나니 역사!! 마츠타로 (동쪽의 심판)

2015년
- 전파교사 (운전기사,아저씨)

2016년
- 타이거 마스크W (2016년 - 2017년,타마 톤가)
- 퍼즐앤드래곤 크로스 (마이어)

### 극장판 애니메이션
1999년
- 닥터 슬럼프 아라레의 깜짝 반 (위병)

2002년
- 근육맨2세 머슬 인삼 쟁탈! 초인대전쟁(잔학초인)

2004년
- 짱구는 못말려 극장판: 폭풍을 부르는 석양의 떡잎마을 방범대 (보안대)
- 스팀보이

2005년
- 기동전사 건담 A New Translation 별을 잇는 자(알렉산드리아 캡틴)

2006년
- 딥 이매지네이션 창조하는 유전자들 피안

### OVA
1999년
- 쇼난 폭주족(사사키 순경)

2000년
Blue Gender (게니히)
- 진심 지켜 수호월천! (배달원)

2002년
- 세인트 세이야 명왕 하데스 십이궁편 (아르게티)

2004년
사쿠라 대전 르 누보 파리 (검은 옷 1)
- 히지카타 도시조 흰색의 궤적 (히지카타 도시조)

2005년
- 표적은 코고로! 소년 탐정단의 극비 조사(남)

2006년
- 기동전사 건담 MS IGLOO -묵시록 0079 - (젠 워털루 소위)
- 기동전사 건담 SEED C.E.73 STARGAZER (로욜라)
- 솔베이그 제국 (아카네 양류)

2007년
- 사쿠라 대전 뉴욕 유부교육 (하워드 카터)

2008년
- 기동전사 건담 MS IGLOO 2 중력전선 (작파일럿)
- 세인트 세이야 명왕 하데스 엘리시온 편 (만)

### 게임
1997년
- 메르티란서 Re-inforce(범죄자1)
- 랭글리서IV(재상)

1998년
- 디스트레이거(병사)
- 봄바만
- 메탈기어 솔리드(게놈병B<조니 사사키>)

1999년
- 글로랜서(베버)
- 카나리(소)음악도시 OSAKA(히라노잇조오)
- 미카구라 소녀 탐정단 (오노데라 모리에)

2000년
- 북두의 권 격타2~타이핑 패왕~(하트)
- 북두의 권 세기말 구세주 전설(후우가 데빌 리버스)

2001년
- 체포하겠어 (四課子分)
- 메탈기어 솔리드2 (조니 사사키)

2002년
- 테일즈 오브 팬덤 Vol.1 (클레이턴)
- 야키토리무스메~스고완 번창기~(고지로)

2003년
- 유메리아(검은옷)

2004년
- 글루민(라씨, 록키)
- 사쿠라자카 소방대 (오가타 슌사쿠)
- 샤이닝 티어스(뱌코, 바라하)
- 마그나카르타(무당)
- 메탈기어 솔리드 3 (조니, 적병)

2005년
- 필살포 생업(재수)
- 소울칼리버II(커스텀 캐릭터 청년2)
- 메탈기어 애시드2(고러브)
- 록맨 제로 4(히트 겐블렘)

2006년
- 기동전사 건담 클라이맥스 U.C. (에고병1, 티턴즈 사관 2, F91 연방사관 2)
- 기동전사 건담 스피리츠 오브 지온 (알파1. 베이트)
- 기동전사 건담 Target in Sight (연방군 사령관)
- 진·삼국무쌍 Online (에딧 음성<충순>)
- 스파르탄~고대 그리스 영웅전~(레오니더스)
- 드래곤볼 Z Sparking! NEO(큐이,프리자군 병사1)
- 메탈기어 솔리드 포터블 오푸스(정부 고위관리)

2007년
- SD건담 GGENERATION 시리즈(2007년 - 2016년, 이단 라이어, 알파1. 베이트, 가디 킨제) - 6작품
- 기동전사 건담 MS전선 0079 (병사)
- 샤이닝 윈드(라이히)
- 드래곤볼Z Sparking! METEOR (큐이, 프리자군 병사1)
- 드래곤볼Z 아득한 오공전설 (큐이)
- 배틀판타지아(데스브링거)
- BLADESTORM 백년전쟁 (요시마사)
- 메탈기어 솔리드 포터블 오푸스+ (쟈니 정부고관)

2008년
- 밴티지 마스터 포터블 (키드 칸)
- 건담 기렌의 야망 액시즈의 위협 (가디 킨제)
- 슈퍼로봇대전Z (가디 킨지)
- 메탈기어 솔리드4(게놈병)

2009년
- 용과 같이 3

2010년
- Another Century ' s Episode : R
- 샤이닝 하츠(게르드 드래클레어)
- 드래곤볼 태그버서스 (프리자군 병사)

2014년
- 사키가케!!남숙 ~일본이여, 이것이 남자다!~(영경)

2015년
- BLADESTORM 백년전쟁&나이트메어 (요시마사)

2016년
- 테일즈 오브 베르세리아 (랜슬롯 캐스퍼리그)

2017년
- 슈퍼로봇대전 V (네오지온 함장)

2018년
- 슈퍼로봇대전X

2019년
- 슈퍼로봇대전T